# Eupelmus carolinensis
Eupelmus carolinensis är en stekelart som beskrevs av Yoshimoto och Ishii 1965. Eupelmus carolinensis ingår i släktet Eupelmus och familjen hoppglanssteklar.
Artens utbredningsområde är Palau. Inga underarter finns listade i Catalogue of Life.